# Hoa Bắc
Hoa Bắc (giản thể: 华北; phồn thể: 華北) là từ chỉ miền Bắc Trung Quốc. Theo truyền thống, vùng đất của Trung Quốc từ sông Hoài lên phía bắc tới Nội Mông được gọi là Hoa Bắc. Chính phủ Cộng hòa Nhân dân Trung Hoa quy định Hoa Bắc là vùng lãnh thổ gồm các địa phương hành chính là Thủ đô Bắc Kinh, Thiên Tân, Hà Bắc, Sơn Tây, và vùng Nội Mông.